# Томас Говард, 2-й герцог Норфолкський
Томас Говард (англ. Thomas Howard; 1443 — 21 травня 1524) — державний та військовий діяч Англійського королівства, 2-й герцог Норфолк, 1-й граф Суррей, 2-й барон Говард.

## Життєпис

### На службі Йоркам
Походив з англійського знатного роду Говардів. Старший син Джона Говарда, майбутнього 1-го герцога Норфолк, та Катерини де Молейн. Народився 1443 року в м. Сток-бі-Найланд (графство Саффолк). Оскільки його батько був вірним прихильником Йорків, то вже замолоду Томас опинився при дворі короля Едуарда IV на посаді королівського конюха.
1469 року залишився на боці короля під час постання Річарда Невілла, графа Воріка. 1470 року після втечі Едуарда IV до Нідерландів, Томас Говард сховався в Колчестері. 1471 року приєднався до короля, коли той висадився в Англії. відзначився у битві під Барнетом, де отримав поранення. 1472 року оженився на представниці роду Тілні, що мали родинні зв'язки з головою Верховного суду. 1473 року отримує посаду есквайра тіла. 1478 року його висвячено на лицаря особисто королем Едуардом IV.
1483 року після смерті Едуарда IV разом з батьком підтримали його брата Річарда, який невдовзі став новим королем. Томас Говард ніс державний меч на коронації Річарда III і був управителем бенкету з приводу коронації. На дяку отримав землі, титул графа Суррея та ренту в 1000 фунтів стерлінгів. Невдовзі увійшов до Таємної ради й став кавалером Ордену Підв'язки. Восени 1483 року разом з батьком придушив повстання Генрі Стаффорда, герцога Бекінгема. 1485 року брав участь у битві при Босворті, де загинув його батько, а сам Томас потрапив у полон.

### На службі Тюдорам
Новий король Генріх VII Тюдор запроторив Томас Говарда до Тауера, конфіскував маєтки й титули його родини. У 1487 році не скористався можливістю втекти під час заколоту Джона де ла Поля, 1-го графа Лінкольна, чим заслужив повагу й довіру короля. У травні 1489 року Томаса Говарда було звільнено, йому повернуто титул графа Суррея, але більшість власності залишилося в короні. Невдовзі доручено придушити потужне повстання на півночі, яку очолив селянин Джон Е'Чамбер, до якого долучилися йорксисти. Томас Говард здолав військо повсталих, захопивши їх очільників, яких згодом було страчено в Йорку. Після цього Томаса Говарда призначають головою Ради Півночі, яку було відновлено. 1495 року сплюндрував південну Шотландію. 1497 року помирає його дружина. Невдовзі Томас оженився на кузині померлої.
1499 року повертається до Лондону. 1500 року супроводжував короля до Франції. 1501 року стає членом Таємної ради., в червні того ж року отримує посаду лор-скарбника. Разом з Вільямом Ворхемом, лорд-канцлером, і Річардом Фоксеном, лордом-хранителем Малої печатки, Томас Говард стає найвпливовішим сановником королівства. Вже 1501 року вів перемовини щодо шлюбу принца Вельського Артура з представницею династії Трастамара. 1503 року супроводжував доньку короля до двору її чоловіка Якова IV Стюарта, короля Шотландії.
1509 року під час коронації нового короля Генріха VIII був граф-маршалом. деякий час боровся з Томасом Волсі за посаду лорд-канцлера.
1513 року не очолив похід до Франції, оскільки на чолі війська став сам король. Натомість залишеним лейтенантом короля на Півночі. На чолі війська того ж року в битві біля Флоддена завдав поразки шотландському війську. За це 1514 року отримав титул герцога Норфолка та численні маєтності. Того ж року разом з Томасом Волсі та Річардом Фокеном супроводжував сестру короля до її нареченого — французького короля Людовика XII, де потім брав участь в їх весіллі.
1517 року привів власне військо для придушення заворушень в Лондоні, відомий як Злий травневий день. 1521 року призначено верховним стюардом для суду над Едвардом Стаффордом, герцогом Бекінгемом. Проти свого бажання засудив того до страти. 1522 року через погіршення стану здоров'я пішов у відставку з усіх посад. 1523 року перебрався до свого замку Фрамлінгам в графстві Саффолк. Помер тут 1524 року.

## Родина
1. Дружина — Єлизавета, донька сера Фредеріка Тілні.
Діти:
- Томас (1473—1554), 3-й герцог Норфолк
- Едвард (1476/77 — 1513), лорд-адмірал Англії
- Едмунд (1479—1539), батько королеви Кетрін Говард, п'ятої дружини Генріха VIII, короля Англії.
- Єлизавета (1480/1486 — 1538), дружина Томаса Болейна, 1-го графа Вілтшир. Мати королеви Анни Болейн
- Марселла (1486—1512/1515) дружина: 1) Джона Грея, 2-го віконта Ліслі; 2) сера Томаса Нівета
- Генрі (1480—1501/1513)
- Річард (бл. 1487—1517)
- Джон (бл. 1482—1503)
- Чарльз (бл. 1483—1512)

2. Дружина — Агнес, донька Х'юго Тілні, сера з Скірбека і Бостона.
Діти: 
- Вільгельм (бл. 1510—1573), 1-й барон Говард з Еффінгема
- Томас (1511—1537)
- Річард (д/н—1517)
- Дороті, дружина Едварда Стенлі, 3-го графа Дербі
- Анна, дружина Джона де Вера, 14-го графа Оксфорд
- Кетрін, дружина: 1) вельського аристократа Гріфіта ап Ріса; 2) Генрі Добні, 1-го графа Бриджвотер
- Єлизавета (д/н—1536), дружина Генрі Радкліффа, 2-го графа Сассекс